# Fekete Jenő (labdarúgó)
Fekete Jenő (Budapest, 1910. július 28. – ?, 1991. április 30.) válogatott labdarúgó, balhátvéd.

## Pályafutása

### Klubcsapatban
A Phöbus FC labdarúgója volt. Sportszerű, határozott, gyors játékos volt, aki pontosan passzolt és jól helyezkedett.

### A válogatottban
1936-ban három alkalommal szerepelt a magyar labdarúgó-válogatottban.

## Statisztika

### Mérkőzései a válogatottban
| Magyarország | Magyarország         | Magyarország              | Magyarország  | Magyarország | Magyarország | Magyarország | Magyarország | Magyarország |
| #            | Dátum                | Helyszín                  | Hazai         | Eredmény     | Vendég       | Kiírás       | Gólok        | Esemény      |
| ------------ | -------------------- | ------------------------- | ------------- | ------------ | ------------ | ------------ | ------------ | ------------ |
| 1.           | 1936. szeptember 27. | Budapest, Üllői úti pálya | Magyarország  | 5 – 3        | Ausztria     | Európa-kupa  | -            |              |
| 2.           | 1936. október 4.     | Bukarest                  | Románia       | 1 – 2        | Magyarország | barátságos   | -            |              |
| 3.           | 1936. október 18.    | Prága, Sparta-pálya       | Csehszlovákia | 5 – 2        | Magyarország | Európa-kupa  | -            |              |
|              | Összesen             |                           |               | 3            | mérkőzés     |              | 0            | gól          |